# Tabiauea Village
Tabiauea Village är en ort i Kiribati.   Den ligger i örådet Maiana och ögruppen Gilbertöarna, i den södra delen av landet, 40 km söder om huvudstaden Tarawa. Antalet invånare är 183.
Terrängen runt Tabiauea Village är mycket platt.  Närmaste större samhälle är Bubutei Village, 6,7 km söder om Tabiauea Village. 